# Jan Tomasz Andrychowicz
Jan Tomasz Andrychowicz v. Andrychiewicz herbu Andrychowicz (ur. 1729 w Warszawie, zm. po 1784 tamże) – polski szlachcic, rajca Starej Warszawy oraz aptekarz.

## Życiorys
Urodził się w 1729 r. jako pierworodny syn Kazimierza Antoniego Andrychowicza v. Andrychiewicza herbu Andrychowicz i jego drugiej żony Łucji z Łosackich. Wychowywał się wraz z młodszym rodzeństwem w Warszawie.
W 1775 r. nobilitowany wraz z ojcem, przez Sejm do herbu Andrychowicz.

## Życie prywatne
W 1748 r. poślubił Barbarę z którą doczekał się czwórki dzieci:
- Marianna Ludwika (ur. 1749), zamężna za Pawłem Dąbkowskim, sekretarzem Jego Królewskiej Mości, matka dwóch synów Piotra Fabiana Dąbkowskiego (ur. 1794) oraz Wiktora Tomasza Dąbkowskiego (ur. i zm. 1796).
- Anna Justyna (ur. 1750), zamężna za Karolem Sosnowskim, matka piątki dzieci: Karoliny, Klary Zuzanny, Karola Michała Kazimierza, Kajetana Walentego Hipolita oraz Marianny Józefy.
- Jan Piotr Andrychowicz (ur. i zm. 1751).
- Jędrzej Andrychowicz później Jędrychowicz (1758-1833) – ziemianin, właściciel części wsi Michałowice i jej wójt w czasach Księstwa Warszawskiego. Mąż Katarzyny Eleonory Tekli z Widawskich herbu Wężyk, ojciec dziewięciorga dzieci.

W 1784 r. poślubił w Warszawie szlachciankę Anielę Józefę Ruchlin, córkę Antoniego Ruchlina.